# Strong Arm Nellie
Strong Arm Nellie è un cortometraggio muto del 1912 prodotto dalla Kalem e diretto da Pat Hartigan.

## Trama
Nellie è una ragazza atletica che pratica parecchi sport. Suo padre non vede di buon occhio queste sua attività, soprattutto non apprezza gli allenamenti di boxe, che disturbano sempre il suo pisolino pomeridiano. Quando, però, una notte Nellie mette al tappeto due ladruncoli sorpresi a rubare in casa, papà deve ammettere che c'è qualcosa di buono nelle attività sportive della figlia.

## Produzione
Il film, prodotto dalla Kalem Company, fu girato a Santa Monica.

## Distribuzione
Distribuito dalla General Film Company, il film - un cortometraggio di 150 metri - uscì nelle sale cinematografiche statunitensi il 18 novembre 1912. Nelle proiezioni, veniva programmato con il sistema dello split reel, accorpato in un'unica bobina con un altro cortometraggio prodotto dalla Kalem, la commedia The Landlubber .